# 47. ceremonia wręczenia nagród Grammy
47. ceremonia wręczenia nagród Grammy, prestiżowych amerykańskich nagród muzycznych wręczanych przez Narodową Akademię Sztuki i Techniki Rejestracji odbyła się w niedzielę, 13 lutego 2005 roku.

## Nagrody

### Obszar generalny
Lista składa się ze wszystkich nominowanych, a zwycięzcy zostaną pogrubieni.

#### Nagranie roku
- "Here We Go Again" – Ray Charles & Norah Jones
- "Let’s Get It Started" – The Black Eyed Peas
- "American Idiot" – Green Day
- "Heaven" – Los Lonely Boys
- "Yeah!" – Usher featuring Lil Jon & Ludacris

#### Album roku
- Genius Loves Company – Ray Charles & Various Artists
- American Idiot – Green Day
- The Diary of Alicia Keys – Alicia Keys
- Confessions – Usher
- The College Dropout – Kanye West

#### Piosenka roku
- "Daughters" – John Mayer (Autor: John Mayer)
- "If I Ain’t Got You" – Alicia Keys (Autor: Alicia Keys)
- "Jesus Walks" – Kanye West (Autor: Kanye West)
- "Live Like You Were Dying"  – Tim McGraw (Autorzy: Tim Nichols & Craig Wiseman)
- "The Reason" – Hoobastank (Autorzy: Daniel Estrin & Douglas Robb)

#### Najlepszy nowy artysta
- Maroon 5
- Los Lonely Boys
- Joss Stone
- Kanye West
- Gretchen Wilson

### Pop

#### Najlepszy występ pop solowy kobiecy
- "Sunrise" – Norah Jones

#### Najlepszy występ pop solowy męski
- "Daughters" – John Mayer

#### Najlepszy występ pop w duecie lub w zespole
- "Heaven" – Los Lonely Boys

#### Najlepsza popowa kolaboracja
- "Here We Go Again" – Ray Charles & Norah Jones

#### Najlepszy album popowy
- Genius Loves Company – Ray Charles & Various Artists

### Rock

#### Najlepsza piosenka rockowa
- "Vertigo" – U2

#### Najlepszy album rockowy
- American Idiot – Green Day

#### Najlepszy występ rockowy
- "Code of Silence" – Bruce Springsteen

#### Najlepszy występ rockowy w duecie lub w zespole
- "Vertigo" – U2

#### Najlepszy występ metalowy
- "Whiplash" – Motörhead

### Muzyka alternatywna

#### Najlepszy album alternatywny
- A Ghost Is Born – Wilco
- Medúlla – Björk
- Franz Ferdinand – Franz Ferdinand
- Uh Huh Her – PJ Harvey
- Good News for People Who Love Bad News– Modest Mouse

### R&B

#### Najlepsza piosenka R&B
- "You Don’t Know My Name" – Alicia Keys

#### Najlepszy album R&B
- The Diary of Alicia Keys – Alicia Keys

#### Najlepszy występ R&B kobiecy
- "If I Ain’t Got You" – Alicia Keys

#### Najlepszy występ R&B męski
- "Call My Name" – Prince

#### Najlepszy występ R&B w duecie lub w zespole
- "My Boo" – Usher & Alicia Keys

### Rap

#### Najlepszy album Rapowy
- The College Dropout – Kanye West
- To the 5 Boroughs – Beastie Boys
- The Black Album – Jay-Z
- The Definition – LL Cool J
- Suit – Nelly

#### Najlepszy występ Rapowy w duecie lub zespole
- "Let’s Get It Started" – The Black Eyed Peas
- "Ch-Check It Out" – Beastie Boys
- "Don't Say Nuthing'" – The Roots
- "Drop It Like It’s Hot" – Snoop Dogg & Pharrell
- "Lean Back" – Terror Squad

#### Najlepszy występ hip-hopowy
- "99 Problems" – Jay-Z
- "On Fire" – Lloyd Banks
- "Just Lose It" – Eminem
- "Overnight Celebrity" – Twista
- "Through the Wire" – Kanye West

### Country

#### Najlepszy album country
- Van Lear Rose – Loretta Lynn

#### Najlepsza piosenka country
- "Live Like You Were Dying" – Tim McGraw

### New Age

#### Najlepszy album New Age
- Returning – Will Ackerman

### Jazz

#### Najlepszy jazzowy album wokalny
- R.S.V.P. (Rare Songs, Very Personal) – Nancy Wilson

#### Najlepszy jazzowy występ instrumentalny
- "Speak Like a Child" – Herbie Hancock in Harvey Mason's With All My Heart

#### Najlepszy jazzowy album instrumentalny, indywidualny lub w zespole
- Illuminations – McCoy Tyner z Garym Bartzem, Terence’em Blanchardem, Christianem McBride’em i Lewisem Nashem

### Gospel

#### Najlepszy album pop gospel
- All Things New – Steven Curtis Chapman

#### Najlepszy album rock gospel
- Wire – Third Day

#### Najlepszy album tradycyjny soul gospel
- There Will Be a Light – Ben Harper & the Blind Boys of Alabama

#### Najlepszy album Contemporary soul gospel
- Nothing Without You – Smokie Norful

### Muzyka latynoamerykańska

#### Najlepszy album pop latino
- Amar Sin Mentiras – Marc Anthony

#### Najlepszy album rock/alternatywa latino
- Street Signs – Ozomatli

### Reggae

#### Najlepszy album muzyki reggae
- "Dutty Rock" – Sean Paul

### World Music

#### Najlepszy album World Music
- "Raise Your Spirit Higher" – Ladysmith Black Mambazo